# Tigrigobius dilepis
Tigrigobius dilepis é uma espécie de peixe da família Gobiidae e da ordem Perciformes.